# Mycoplasma pirum
Mycoplasma pirum è una specie di batterio appartenente alla famiglia delle Mycoplasmataceae.